# Real Virtuality
Real Virtuality (с англ. — «Реальная виртуальность») — игровой движок, разработанный чешской компанией Bohemia Interactive Studio. 

## История
Впервые движок Real Virtuality первой версии использовался в компьютерной ПК-эксклюзивной игре Operation Flashpoint: Cold War Crisis, которая вышла летом 2001 года. После этого его задействовали в создании нескольких аддонов к Operation Flashpoint, а также в армейском симуляторе Virtual BattleSpace 1 (VBS1). Графический движок использует затенение и освещение в реальном времени, высококачественные — на то время — текстуры, динамические погодные эффекты и смену времени дня. Графика выводится при помощи API DirectX 7. Другая особенность движка — возможность создания уровней большого размера, преимущественно, открытых. Звуковой движок поддерживает динамическую симуляцию звука, включая симуляцию скорости распространения звука. Кроме того, был встроенный собственный скриптовый язык, который содержал приблизительно 350 команд.
Первая версия Real Virtuality была рассчитана только под ПК, и работала только под управлением Microsoft Windows. Однако в 2005 году вышел порт Operation Flashpoint для консоли Xbox, переделанный как Operation Flashpoint: Elite. По некоторым источникам, в Operation Flashpoint: Elite использовался Real Virtuality первой версии, но согласно другим — второй. Все последующие версии Real Virtuality являются ПК-эксклюзивными.
Real Virtuality второй версии впервые появился в ноябре 2006 года вместе с выходом игры Armed Assault. Эта версия движка использовалась во всех аддонах к Armed Assault, а также в VBS2. Во второй версии графика выводится при помощи API DirectX 9; была добавлена поддержка шейдеров второй версии, эффекта High Dynamic Range Rendering. В скриптовый язык было добавлено около 400 новых команд. С этой версии в Real Virtuality была введена потоковая подкачка ресурсов в реальном времени.
Третья версия Real Virtuality впервые использовалась в игре ArmA 2, которая вышла летом 2009 года. В движок была добавлена оптимизация для работы на многоядерных процессорах. Графический движок начал использовать шейдеры третьего поколения, рельефное текстурирование, параллаксовое отображение текстур и полусферическое освещение. Игровой ИИ был существенно улучшен: была добавлена система жестов, подавляющего огня, динамическая система общения.
Четвёртая версия движка дебютировала с Arma 3 и содержит множество нововведений по сравнению с предыдущей версией. Новые возможности включают поддержку Direct3D 11, физический движок Nvidia PhysX и множество других улучшений, включая более развитый редактор уровней.
C 2019 года использование движка было окончательно прекращено. Он был заменен Enfusion Engine, который был представлен 15 декабря 2021 года.

## Игры на движке
Первое поколение
- 2001 — Operation Flashpoint: Cold War Crisis (ПК) 
  - 2001 — Operation Flashpoint: Red Hammer
  - 2001 — Operation Flashpoint: Resistance
- 2002 — VBS 1 (ПК)

Второе поколение
- 2005 — Operation Flashpoint: Elite (Xbox)
- 2007 — ArmA: Armed Assault (ПК) 
  - 2007 — ArmA: Combat Operations (ПК)
  - 2007 — ArmA: Queen’s Gambit (ПК)
- 2007 — VBS 2 (ПК)

Третье поколение
- 2009 — ArmA 2 (ПК) 
  - 2010 — ArmA 2: Operation Arrowhead
- 2011 — Take On Helicopters[5]
- 2012 — Iron Front: Liberation 1944[6]
- 2013 — DayZ (до патча 0.60)

Четвёртое поколение
- 2013 — ArmA 3 (ПК)
- 2016 — Project Argo (ПК)
- 2019 — VBS 4 (ПК)